# Зуте, Виллем Хаултайн де
Виллем Хаултайн де Зуте (нидерл. Willem Haultain de Zoete; 1565 — 26 сентября 1637, Слёйс) — нидерландский адмирал XVII столетия.
Виллем де Зуте занимал пост лейтенант-адмирала с 1601 по 1627 год. Он участвовал в нескольких ключевых событиях религиозных войн во Франции.
В 1605 году он получил командование военной охраной Ла-Манша, а в следующем году — команду для двух экспедиций на побережье Испании. С 1611 по 1612 он был занят борьбой с пиратами в Средиземном море, как и в 1618 году и в период с 1620 по 1621 год. В 1622 году ему поручили командование обороной города Толен, а в 1624 году он снова был командиром эскадры в обороне Ла-Манша.
Он возглавлял голландский флот из 20 военных кораблей, предоставленный в рамках Компьенского договора, для участия в осаде острова Ре во время восстания гугенотов. Его флот был отозван с французской службы в феврале 1626 года после резолюции Генеральных штатов в декабре 1625 года.